# Daniela Melchior
Daniela Melchior   (Lisboa, 1 de novembre de 1996) Daniela Melchior dos Reis Lopes Pereira és una actriu i model portuguesa. Va iniciar la seva carrera el 2014 amb un paper a la telenovela Mulheres. Va aparèixer al drama adolescent Massa Fresca (2016) i a les telenovel·les Ouro Verde (2017) i A Herdeira (2018). Melchior va debutar al cinema el 2018 amb The Black Book com a La Fille.
Va estudiar teatre en la seva adolescència.

## Filmografia

### Cinema
- 2018 : The Black Book : La Fille
- 2018 : Parque Mayer : Deolinda
- 2021 : The Suicide Squad : Cleo Cazo / Ratcatcher 2
- 2022 : Marlowe : Lynn Peterson
- 2023 : Assassin Club : Sophie
- 2023 : Guardians of the Galaxy Vol. 3 : Ura
- 2023 : Fast X : Isabel Neves

### Televisió
- 2014–2015 : Mulheres : Viviana Gomes
- 2016 : Massa Fresca : Carminho Santiago
- 2017 : Ouro Verde : Cláudia Andrade
- 2018 : A Herdeira : Ariana Franco
- 2018–2019 : Valor da Vida : Isabel Vasconcellos
- 2019 : O Livro Negro do Padre Dinis : La Fille
- 2021 : Pecado : Maria Manuel